# 시모노 히로
시모노 히로(下野 紘, 1980년 4월 21일 ~ )는 일본의 성우이다. 도쿄도 출신, 아임 엔터프라이즈 소속.
대표작은『라제폰』(카미나 아야토), 『카레이도 스타』(켄 로빈스), 『CLUSTER EDGE』(아게트 플로라이트), 『소녀왕국 표류기』(토호인 이쿠토), 『크게 휘두르며』(타지마 유이치로), 『귀멸의 칼날』(아가츠마 젠이츠) 등이 있다.

## 약력
- 무책임함장 테일러를 보고 테일러가 되고 싶다는 생각을 한 후 성우를 목표로 하게 된다.
- 우에다 카나와 성우양성소 동급생이었다.
- 성우 보컬 그룹 'Root'의 리더로 활동했다(현재는 해산).

## 특색
- 발랄한 목소리의 특징을 살릴수 있는 소년역을 주로 연기하고 있다. 『S.A 스페셜 에이』의 카리노 타타시나 『스케치북~full color's~』의 네기시 다이치같은 헤타레역이 많지만, 믿음직 스럽지 못한 미남역부터 『파천황유희』의 키아라 같은 냉철한 미소년까지 폭 넓게 연기하고 있다. 또 히어로 같은 역도 많이 한다. 게다가 게임의 『테일즈 오브 심포니아 라타토스크의 기사』의 에밀 캐스터니에는 평소엔 마음이 약하지만 싸움이 나면 가혹하고 싸움을 좋아하는 이면성을 가지고 있는 힘든 캐릭터도 연기했다.

## 인물
- 위로 누나가 한 명 있고 아래로 여동생이 두 명 .
- 좋아하는 색은 흰색, 검은색, 파랑색.
- 좋아하는 음식은 카라아게, 싫어하는 음식은 어패류. (스시는 먹을 수 있음).
- 메가네 모에. 평소에는 안경을 쓰고있다가 가끔 안경을 벗는 모습에 모에를 느낀다고 밝힌 바 있다. 안경을 벗었을 때 드러나는 틈, 어리버리함이 좋다고
- 무릎 부분 페티쉬(절대영역) 단, 다리는 너무 마르지 않은 편이 좋음. (페티시즘 이전에 건강이 걱정되니까.)
- 겁쟁이지만, 오컬트나 무서운 걸 좋아한다. 특히 드라큘라를 좋아해서 어렸을 때부터 계속 드라큘라 성에 가고 싶어 할 정도였다.
- 2006년 7월경에 자신의 블로그(과거 폐쇄, 후 현재 다시 블로그 사용중.)에 안경을 쓰기로 했다고 공언.

이유는 원래 시력이 좋지않아 콘택트 렌즈를 사용했는데, 낀 채로 잠들 때가 잦은 데다 일회용을 사용하기엔 소비량이 너무 커서.
- 아라시의 편안하고 안정적인 느낌이 좋아서 노래방 18번은 아라시의 「Happiness」이다.
- 고등학교 시절 연극부 활동을 했다. 일본나레이션 연기 연구소 출신.

## 출연작

### TV 애니메이션
2002년
- 라제폰 (카미나 아야토)
- 미르모데퐁 (미렌)

2003년
- 건 퍼레이트 마치 (아카네 다이스케)
- 카레이도 스타 (켄 로빈스)

2004년
- 우타∽카타 (린)
- 개구리중사 케로로 (만화가 지망생, 신인 만화가, 요시오카다이라 마사요시)
- 사무라이 챰프루 (멤버)
- 망각의 선율 (엘런 비탈)
- 보보보 보 보보보 (시인)
- 로젠메이든 (남학생)

2005년
- 클러스터 엣지 (아게이트 플로라이트)
- 지옥소녀 (누마다 유지)
- 신비한 별의 쌍둥이 공주 (바나, 아우라)

2006년
- 솔티레이 (유트)
- 은혼 (유지)
- TOKKO 특공 (로쿠죠 히로키)
- xxxHolic (통행인)
- 성실하게 불성실한 쾌걸 조로리 (키라키라 남작)
- 신비한 별의 쌍둥이 공주 꼬옥! (아우라)

2007년
- ef - a tale of memories. (히로노 히로)
- 크게 휘두르며 (타지마 유이치로)
- 소녀왕국 표류기 (토호인 이쿠토)
- 스케치북~full color's~ (네기시 다이치)
- 츠바사 TOKYO REVELATIONS (스바루)
- 고스트 헌트 (사카우치)
- D.Gray-man（시후)
- 도쿄 마인학원 검풍첩 (히유마 타츠마)
- 도쿄 마인학원 검풍첩 제2막 (히유우 타츠마)

2008년
- 파천황유희 (키아라)
- S.A 스페셜 에이 (카리노 타다시)
- 칸나기 (미쿠리야 진)
- ef - a tale of melodies. (히로노 히로)
- 닌타마 란타로 (산탄다 카즈마)
- 이나즈마 일레븐 (한다 신이치)

2009년
- 아수라 크라잉 (히구치 타쿠마)
- 우주를 달리는 소녀 (훌리오 스르)
- 바스쿼슈 (단 JD)
- 페어리 테일 (쇼)

2010년
- 이나즈마 일레븐 (피디오 아르데나)
- 바보와 시험과 소환수 (요시이 아키히사)
- 크게 휘두르며~여름대회편~(2기) (타지마 유이치로)
- 미츠도모에 (야베 사토시)
- 신만이 아는 세계 (카츠라기 케이마)
- 누라리횬의 손자 (쿠로우마루)
- 요스가노소라 (카스가노 하루카)

2011년
- 드래곤 크라이시스 (키사라기 류지)
- 노래의 왕자님 진심 러브 1000% (쿠루스 쇼)
- 바보와 시험과 소환수 2기 (요시이 아키히사)
- 신만이 아는 세계 2기 (카츠라기 케이마)
- SKET DANCE (츠바키 사스케)
- 미츠도모에 증량중!(쓰리몬) (야베 사토시)
- 30의 보건교육 (이마카와 하야오)
- 도시락 전쟁 (사토 요우)

2012년
- 초역 백인일수 우타코이 (우츠노미야 요리츠나)
- 가난뱅이 신이! (견신 모모오)
- 쿠로코의 농구 (타니무라 유스케)
- 백곰카페 (마사키)
- 골판지 전기 W (오오조라 히로)
- 그래서 나는 H를 할 수 없다 (카가 료스케)
- 탐정 오페라 밀키홈즈 제2막 (래트 (네즈 지로))
- 에이리어의 기사 (쿠레바야시 레오)

2013년
- 戰勇 (용사 알바)
- GJ부 (시노미야 쿄우야)
- 노래의 왕자님 진심 러브 2000% (쿠루스 쇼)
- 알바뛰는 마왕님 (우루시하라 한조)
- 신만이 아는 세계 여신편 (카츠라기 케이마)
- 진격의 거인 1기 (코니 스프링거)
- 코토우라양 (무로토 다이치)
- 카니발 (나이)
- 콥스파티 (모치다 사토시)

2014년
- 옆자리 세키군 (세키 토시나리)
- 젝스 이그니션 (텐노지 아스카)
- 괴도 조커 (스페이드, 킹)

2015년
- 에토타마 (아마토 타케루)
- 오늘부터 신령님 ◎ (야토리)
- 듀라라라!!x2承 (쿠로누마 아오바)
- 순정로맨티카 (시바 미즈키)

2017년
- 진격! 거인 중학교 (코니 스프링거)

2016년
- 노른+노넷 (이치노세 센리)
- 무채한의 팬텀월드 (이치조 하루히코)
- 프린스 오브 스트라이드 얼터너티브 (카도와키 아유무)
- 조커게임 (미요시)
- 스칼렛 라이더 젝스 (쿠라마 히로)

2017년
- 진격의 거인 2기 (코니 스프링거)

2018년
- 진격의 거인 3기 1쿨 (코니 스프링거)

2019년
- 귀멸의 칼날 1기 (젠이츠)
- 진격의 거인 3기 2쿨 (코니 스프링거)

2020년
- 마왕성에서 잘자요(용사)
- 진격의 거인 파이널 1쿨 (코니 스프링거)

2021년
- 귀멸의 칼날 2기 (젠이츠)

2022년
- 진격의 거인 파이널 2쿨 (코니 스프링거)

### OVA
2004년
- 메모리즈 오프 3.5 : 추억의 저편으로 (카가 쇼고)
- 문토 2 : 시간의 벽을 넘어서 (토베 타카시)
- 카레이도 스타~새로운 날개~ EXTRA STAGE「웃지 않는 대단한 공주님」 (켄 로빈스)

2006년
카레이도 스타 Legend of phoenix ~레이라 해밀튼 이야기~ (켄 로빈스)
카레이도 스타 Good이야! Good! (켄 로빈스)
2007년
- 츠바사 TOKYO REVELATIONS (스바루)

2009년
- 세인트 세이야 THE LOST CANVAS 명왕 신화 (아론)
- 이세계의 성기사 이야기 (마사키 켄시)

2012년
- Holy Knight (미즈무라 신덴)

### 극장판
- 라제폰 다원변주곡 (카미나 아야토)
- 극장판 이나즈마일레븐 (피디오 아르데나)
- 극장판 진격의 거인 2기: 각성의 포효 (코니 스프링거)
- 극장판 SERVAMP 서뱀프 Alice in the Garden
- 귀멸의 칼날:무한 열차편 (아가츠마 젠이츠)
- 귀멸의 칼날: 장구저택 편 (아가츠마 젠이츠)
- 귀멸의 칼날: 주합회의·나비저택 편 (아가츠마 젠이츠)
- 귀멸의 칼날: 나타구모산 편 (아가츠마 젠이츠)
- 기동전사 건담 SEED FREEDOM (오르페 람 타오)
- 진격의 거인 더 라스트 어택 (코니)
- 항구의 니쿠코짱! (도마뱀 / 도마뱀붙이)

### 게임
2001년
- 리리의 아틀리에 ~잘부르그의 연금술사3~ (테오 몬마이어)
- 헤르미나와 클스 ~리리의 아틀리에 또 하나의 이야기~ (테오 몬마이어)

2003년
- 라제폰 창궁환상곡 (카미나 아야토)
- 소녀의경전 (주인공)

2004년
- 팬텀 브레이브 (애쉬)
- 아쿠아 키즈 (레이)
- 섀도우 하츠II (이누가미 쿠란도) 2004年2月19日

2005년
- 에우레카 세븐 TR1:NEW WAVE (삼나 스타죤)

2006년
- 마계전기 디스가이아2 (타로, 상어)
- 허니 허니 드롭스 LOVE×LOVE HONEY LIFE (유키야나기 이오리)
- 에우레카 세븐 NEW VISION (삼나 스타죤)
- 트러스티 벨 ~쇼팽의 꿈~ (알레그레토)
- 아라비안즈 로스트 (마이센 힐데갈드)
- 클라스터 엣지 ~너를 기다리는 미래에의 증거~ (아게트 플로라이트)
- 카오스 워즈 (이누가미 쿠란도, 랄 브란센)
- Quartett! ~THE STAGE OF LOVE~ PS2판 (한스 클라우버)
- ARIA The NATURAL ~먼 기억의 미라쥬~(청년(주인공))
- 물의 선율2 비의 기억 (카시와기 요시하루)
- 버틀러즈 ~召しませ 아가씨~ (스기우라 유우키) : 川椰珱 명의
- 전생학원월광록 (니시나 키이치)
- 와일드 암즈 더 피프스 반가드 (딘 스타크)
- ef - the first tale. (히로노 히로) : 小満皐 명의

2007년
- 꽃보다 남자 -사랑하라 여자- (아오이케 카즈야)
- 소문의 미도리!! 여름색의 스트라이커 (카와사키 아키라)
- 잭 & 위키 ~발바로스의 보물~ (잭)
- 크게 휘두르며 진짜 에이스가 될 수 있을지도 (타지마 유이치로)

2008년
- 마계전기 디스가이아3 (알마스)
- 라스트 에스코트2 ~심야의 달콤한 가시~ (레이지)
- 테일즈 오브 심포니아 라타토스크의 기사 (에밀 캐스타니에)
- 「보이!」 한 여름의 경험!? (아마노 타이라)
- 소문의 미도리!! 두 사람의 미도리!? (카와사키 아키라)
- 우리들에게 날개는 없다 ~Prelude~ (하네다 타카시)

2009년
- 러브 루트 제로 KissKiss☆라비린스 (쇼콜라)
- 우리들에게 날개는 없다 (하네다 타카시)
- 타르타로스 온라인 (소마)

2010년
- Scared Rider XechS (쿠라마 히로)

2011년
- 글로리아 유니온 - Twin fates in blue ocean (이슈토)

2017년
- 뉴 단간론파 V3 (오마 코키치)

### 드라마CD
2007년
- 코세르테르의 용술사이야기 (나타)

2009년
- 코세르테르의 용술사이야기 ~바다에간 이야기~ (나타)

2010년
- 기교소녀는 상처받지 않아 문고4권&코믹1권 특장판CD (아카바네 라이신)

### 라디오
- 시모노 히로&카지 유키의 Radio Misty - 카지 유키와 공동진행. (인터넷 라디오, 2008년 7월 - 2010년 12월)
- 바보와 시험과 소환수 후미즈키학원 방송부 - 하라다 히토미와 공동진행. (인터넷 라디오, 2009년 11월 12일 - )
- 히라카와·시모노의 보이스 캐러비 - 히라카와 다이스케와 공동진행. (인터넷 라디오, 2010년 1월 - 12월)
- 미츠도모에 라디오 3채널 - 타카가키 아야히, 토마츠 하루카와 공동진행. (인터넷 라디오, 2010년 6월 10일 - )
- 스즈무라&시모노의 키스보다 대단한 우타☆프리 방송실 - 스즈무라 켄이치와 공동진행. (인터넷 라디오, 2010년 7월 - 10월)
- 드라크라디오! 두 사람의 로스트 프레셔스 - 쿠기미야 리에와 공동진행. (인터넷 라디오, 2010년 12월 - 2011년 4월)
- 신만이 아는 세계~함락신 Calling you~ - 이토 카나에와 공동진행, (인터넷 라디오, 2011년 3월 2일 - )
- 진격의 라디오 시모노 히로&카지 유키의 나아가라 전파병단! - 카지 유키와 공동진행. (인터넷 라디오, 2013년 4월 - )